# Lisa (canción)
«Lisa» es una canción balada del género dream pop, compuesta por el músico de rock argentino Gustavo Cerati. Fue lanzada en el año 1993 como el último sencillo de su primer álbum de estudio en solitario, titulado Amor amarillo, disco que fue lanzado paralelamente a su carrera con Soda Stereo. Fue interpretada en vivo por Cerati entre 1994 y 2006. También se hizo una versión para los conciertos de 11 Episodios Sinfónicos.

## Letra
La canción no está dedicada a su hija Lisa, que nació tres años después de su publicación. Cecilia declaró que esta canción de Gustavo fue creada en el Lago Vichuquén, donde abundan las lisas. Este lugar fue donde acostumbraba veranear con su esposa y sus dos hijos. Después de separado continuó visitando este lugar que, junto con el balneario de Zapallar, fueron sus lugares favoritos de Chile.

## Música
Es una balada muy melódica y psicodélica, a base de un dream pop relajante y atmosférico.

## Video musical
Esta canción tiene un video musical dirigido por el chileno Ariel Guelferbein. En el mismo aparece Gustavo Cerati tocando la guitarra y con elementos simulando el fondo del mar. El video musical también hace referencias a otras canciones del álbum Amor amarillo: Cecilia Amenábar participa del video disfrazada de medusa, como referencia a la canción «Cabeza de medusa», y en la parte final del video, se muestra varias veces un cristal amarillo, como referencia a la frase "Cristales de amor amarillo", perteneciente a la canción que le da nombre al disco.